# 東索諾拉 (加利福尼亞州)
東索諾拉（英語：East Sonora）是位於美國加利福尼亞州圖奧勒米縣的一個人口普查指定地區。

## 地理
東索諾拉的座標為37°58′50″N 120°20′53″W / 37.98056°N 120.34806°W，而該地最高點為海拔高度642米（即2106英尺）。

## 人口
根據2010年美國人口普查的數據，東索諾拉的面積為6.425平方千米，當中陸地面積為6.412平方千米，而水域面積為0.013平方千米。當地共有人口2297人，而人口密度為每平方千米357人。